# Tomasz Kupisz
Tomasz Kupisz (Radom, 1990. január 2. –) lengyel válogatott labdarúgó, a Jagiellonia Białystok csatárja.

## Pályafutása

### Klubcsapatokban
Kupisz a lengyelországi Radom városában született. Az ifjúsági pályafutását a helyi Junior Radom csapatában kezdte, majd a KS Piaseczno akadémiájánál folytatta.
2006-ban mutatkozott be az angol Wigan Athletic felnőtt keretében. 2010-ben a lengyel első osztályban szereplő Jagiellonia Białystokhoz igazolt. 2013 és 2022 között az olasz ChievoVerona, Cittadella, Brescia, Novara, Cesena, Ascoli, Livorno, Bari, Trapani, Salernitana, Pordenone és Reggina csapatát erősítette. 2022. szeptember 2-án kétéves szerződést kötött a Jagiellonia Białystok együttesével. Először a 2022. szeptember 17-ei, Lechia Gdańsk ellen 2–2-es döntetlennel zárult mérkőzés félidejében, Fedor Černych cseréjeként lépett pályára. Első gólját 2023. február 11-én, a Pogoń Szczecin ellen hazai pályán 2–0-ra megnyert találkozón szerezte meg.

### A válogatottban
Kupisz az U19-es, az U20-as és az U21-es korosztályú válogatottakban is képviselte Lengyelországot.
2010-ben debütált a felnőtt válogatottban. Először a 2010. december 10-ei, Bosznia-Hercegovina ellen 2–2-es döntetlennel zárult barátságos mérkőzésen lépett pályára.

## Statisztikák
2023. február 24. szerint
| Klub                  | Szezon   | Osztály     | Bajnokság | Bajnokság | Kupa és ligakupa | Kupa és ligakupa | Nemzetközi | Nemzetközi | Összesen | Összesen |
| Klub                  | Szezon   | Osztály     | Meccs     | Gól       | Meccs            | Gól              | Meccs      | Gól        | Meccs    | Gól      |
| --------------------- | -------- | ----------- | --------- | --------- | ---------------- | ---------------- | ---------- | ---------- | -------- | -------- |
| Jagiellonia Białystok | 2022–23  | Ekstraklasa | 7         | 1         | 0                | 0                | —          | —          | 7        | 1        |
| Összesen              | Összesen | Összesen    | 7         | 1         | 0                | 0                | 0          | 0          | 7        | 1        |

### A válogatottban
| Válogatott    | Év       | Pályára lépés | Gól |
| ------------- | -------- | ------------- | --- |
| Lengyelország | 2010     | 1             | 0   |
| Lengyelország | 2012     | 1             | 0   |
| Összesen      | Összesen | 2             | 0   |